# Istituto superiore per la protezione e la ricerca ambientale
L'Istituto Superiore per la Protezione e la Ricerca Ambientale (ISPRA) è un ente pubblico di ricerca  italiano, istituito con la legge n. 133/2008 e sottoposto alla vigilanza del Ministero dell'ambiente e della sicurezza energetica.

## Storia
Nasce formalmente nel 2008, ma è operativo dal 2010, con il Decreto ministeriale 21 maggio 2010 n. 123, che definisce dall'accorpamento nell'ISPRA di tre enti controllati dal Ministero dell'ambiente e della tutela del territorio e del mare:
- l'Agenzia per la protezione dell'ambiente e per i servizi tecnici (APAT)
- l'Istituto centrale per la ricerca scientifica e tecnologica applicata al mare (ICRAM), con sedi a Roma, Palermo, Chioggia e Livorno
- l'Istituto nazionale per la fauna selvatica (INFS), con sede a Ozzano dell'Emilia

al fine di razionalizzare e snellire l'attività svolta dai suddetti tre organismi assicurando maggiore efficacia alla protezione ambientale anche nell'ottica del contenimento della spesa pubblica.
L'istituzione dell'ISPRA è avvenuta con conversione del Decreto-legge 25 giugno 2008, n. 112, in materia di "Disposizioni urgenti per lo sviluppo economico, la semplificazione, la competitività, la stabilizzazione della finanza pubblica e la perequazione Tributaria." nella Legge 6 agosto 2008, n. 133, in materia di "Conversione in legge, con modificazioni, del decreto-legge 25 giugno 2008, n. 112, recante disposizioni urgenti per lo sviluppo economico, la semplificazione, la competitività, la stabilizzazione della finanza pubblica e la perequazione tributaria".
Nel 2005 l'ISPRA ha pubblicato la prima versione italiana dell'International Waterbird Census, una banca dati internazionale delle specie acquatiche gestita dalla statunitense Wetlands International. I dati raccolti per 136 zone umide della regione Friula Venezia Giulia sono stati elaborati a partire dal database delle zone umide dell’Istituto Nazionale per la Fauna Selvatica, pubblicato nel '94.

## Funzioni
L'istituto si occupa di protezione ambientale, anche marina, delle emergenze ambientali e di ricerca.
L'ISPRA è inoltre l'ente di indirizzo e di coordinamento delle agenzie regionali per la protezione dell'ambiente (ARPA) e  coopera con l'Agenzia europea dell'ambiente e con le istituzioni ed organizzazioni nazionali ed internazionali operanti in materia di salvaguardia ambientale.
Con l'entrata in vigore, nel 2017, del Sistema nazionale per la protezione dell'ambiente, è stata creata una rete che fonde insieme l'istituto, le diciannove agenzie regionali (ARPA) e quelle delle due province autonome (APPA), di cui l'ISPRA ha il coordinamento.
Pertanto, l'ISPRA svolge funzioni tecniche e scientifiche, sia a supporto del Ministero dell'ambiente e della tutela del territorio e del mare sia in via diretta, tramite attività di monitoraggio, di valutazione, di controllo, di ispezione e di gestione  dell'informazione ambientale.
Dal 2022 l'istituto fa collabora con il progetto del Primo parco mondiale dello stile di vita mediterraneo.

## Organi
- Presidente: Stefano Laporta
- Direttore generale: Maria Siclari
- Consiglio di Amministrazione
- Consiglio Scientifico
- Collegio dei revisori dei conti

## Riferimenti normativi
- Art. 4 della Legge 28 giugno 2016, n. 132 - Istituzione del Sistema nazionale a rete per la protezione dell'ambiente e disciplina dell'Istituto superiore per la protezione e la ricerca ambientale.

## Pubblicazioni
- Rapporto sul consumo di suolo, su isprambiente.gov.it, Istituto superiore per la protezione e la ricerca ambientale.